# Saint-Jacques-de-Leeds
| Saint-Jacques-de-Leeds       |                        |
| Coordenadas: 46°17'N 71°21'W |                        |
| Província                    | Quebec                 |
| Região administrativa        | Chaudière-Appalaches   |
| Incorporado em               | 23 de setembro de 1929 |
| Prefeito                     | Philippe Chabot        |
| Código postal                | G0N 1J0                |
|                              |                        |
| Área                         |                        |
| - Cidade                     | 81,83 km², 31,6 mi²    |
| Fuso horário                 | UTC -5                 |
| População (2006)             |                        |
| - Cidade                     | 686                    |
| - Densidade                  | 8 hab/km², 22 hab/mi²  |

Saint-Jacques-de-Leeds é uma municipalidade canadense do conselho municipal regional de Les Appalaches, Quebec, localizada na região administrativa de Chaudière-Appalaches. Em sua área de pouco mais de 81 km², habitam cerca de seiscentas pessoas. Foi nomeada em homenagem de Santiago Maior um dos apóstolos de Jesus, e da cidade inglesa de Leeds.

## Cidades Irmãs
- Barmainville, França